# Катальников, Владимир Дмитриевич
Владимир Дмитриевич Катальников (20 июля 1951 — 6 июня 2018) — российский шахтёр, учёный и государственный деятель.

## Биография
Родился 20 июля 1951 года на станции Мамлютка Мамлютского района Северо-Казахстанской области Казахской ССР.
Учился в школе № 14 города Шахты, в 1996 году здесь же поступил в профессионально-техническое училище № 33.
Свой трудовой путь начал на шахте «Гуковская» производственного объединения «Гуковуголь» (город Гуково Ростовской области). C 1970 по 1993 годы работал в городе Шахты подземным электрослесарем на шахте «Аютинская» ОАО «Ростовуголь».  С 1989 года участвовал в шахтерском рабочем движении, в 1991 году стал членом ЦК Росуглепрофсоюза. В 1993 году Катальников возглавил Российский независимый профсоюз работников угольной промышленности, переизбирался на эту должность в 1998 и 2003 годах.
С отличием окончил Московский государственный горный университет (сегодня – Горный институт НИТУ «МИСиС») по специальности «Горный инженер» и Академию народного хозяйства при Правительстве РФ (специальность «Менеджер государственного муниципального управления»). Доктор социологических наук, профессор кафедры «Гуманитарные и социальные науки» ЮРГТУ (НПИ); являлся действительным членом Академии горных наук, членом Высшего горного Совета. Был автором нескольких книг и учебников для студентов высших учебных заведений.
Также занимался общественной деятельностью. С 1989 по 1992 годы был депутатом Ростовского областного Совета народных депутатов. В 1995, 1999 и 2003 годах избирался депутатом Госдумы РФ по Шахтинскому одномандатному избирательному округу № 148. Работал в Думе заместителем председателя комитета по энергетике, транспорту и связи. Депутат Законодательного Собрания Ростовской области 4-го и 5-го созывов, был председателем комитета Заксобрания области по социальной политике, труду, здравоохранению, а также межпарламентскому сотрудничеству.
Умер 6 июня 2018 года. Похоронен на Центральном городском кладбище города Шахты.

## Заслуги
- Награжден орденами «Трудовая слава» II, III степеней, знаком «Шахтерская слава» I, II, III степеней, Золотым знаком «Шахтерская доблесть», а также медалью ордена «За заслуги перед Отечеством» II степени, медалью ордена «За заслуги перед Ростовской областью»[3] и орденом «Слава нации» Благотворительного общественного движения «Добрые люди мира».
- Удостоен звания «Почетный шахтер Министерства угольной промышленности СССР» и «Заслуженный работник Министерства топлива и энергетики России», а также двух благодарностей Президента Российской Федерации.
- Почётный гражданин города Донецка (Российская Федерация) и города Новошахтинска[4].